# Guillermo Zarba
Guillermo Zarba (Gualeguaychú, 1935 Buenos Aires, 8 de julio de 2021)
es un pianista, compositor y arreglador argentino. Sus obras están basadas en los ritmos y melodías del acervo musical argentino. Por su carácter armónico su obra excede el espectro tradicional para ingresar en el ámbito de la música contemporánea.

## Biografía
Como pianista se formó en el conservatorio Williams, de la ciudad de Concordia (provincia de Entre Ríos). Posteriormente se perfeccionó en Buenos Aires con varios maestros como
Guillermo Gretzer,
Dante Amicarelli
Hugo Charpentier,
Gabriel Senanes,
Adriana de los Santos y
Fabiana Galante.
En 1970 comenzó su vida profesional como músico.
En 1976 realizó su primera grabación.
En 1994 fue nominado para los premios de la ACE (Asociación de Cronistas del Espectáculo) por su trabajo Sin permiso.

### Composiciones de otros autores
Si bien la mayor parte de su obra se circunscribe a sus propias composiciones, ha interpretado música de diferentes autores con arreglos propios:
- Alfredo Zitarrosa
- Aníbal Sampayo
- Astor Piazzolla
- Atahualpa Yupanqui
- Carlos Guastavino
- Carlos Montbrun Ocampo
- Chacho Muller
- Eduardo Falú
- Ernesto Montiel
- Cuchi Leguizamón
- Luis Alberto Spinetta
- Tránsito Cocomarola

### Recitales
Compartió escenarios con diversos artistas argentinos y extranjeros.
- Astor Piazzolla
- Atahualpa Yupanqui
- Eduardo Falú
- Emilio de la Peña
- Fabiana Galante
- Fats Fernández
- Fernando Suárez Paz
- Gabriel Senanes
- Geraldo Flach[4]
- Gerardo Gandini
- Gustavo "Cuchi" Leguizamón
- Hilda Herrera[5]
- Horacio Romo
- Jorge Marciali
- Jorge Marziali
- Jorge Navarro
- Juan Falú
- Julio Pane
- Leo Maslíah
- Lilian Saba
- Lito Vitale[6]
- Marcelo Nisinman
- Mauricio Marchelli
- Néstor Marconi
- Norberto Minichilo (1940-2006)
- Oscar Alem
- Rafael Amor
- Renato Borghetti
- Rudi y Nini Flores[7] Eduardo Tacconi y Marcelo García.
- Teresa Parodi
- Virgilio Espósito
- Vitillo Ábalos

En sus trabajos discográficos participaron destacadas figura de la música argentina tales como
Hamlet Lima Quintana (poeta),
y los músicos
- Fats Fernández
- Fernando Suárez Paz
- Gabriel Senanes
- Horacio Romo
- Mauricio Marchelli
- Néstor Marconi
- Norberto Minichilo (1940-2006)

### Presentaciones
Durante su trayectoria, Guillermo Zarba se presentó en diversos escenarios entre los que se destacan, en Buenos Aires:
- Centro Cultural San Martín,[9]
- Centro Cultural Borges
- La Trastienda
- Teatro Presidente Alvear
- Teatro El Globo
- Auditorio de Radio Nacional
- Canal 7,
- Canal 11
- Canal 13

En diversas ciudades del interior del país:
- Rosario
- Paraná
- Mar del Plata y
- San Miguel de Tucumán, entre otras.

En Brasil, Zarba se ha presentado en:
- San Pablo (Brasil),
- Porto Alegre (Brasil),
- Florianópolis (Brasil),
- João Pessoa (Brasil),
- Canela (Brasil),

En Europa actuó en teatros de
- Madrid (España),
- Badajoz (España),
- Sevilla (España),
- Huelva (España),
- Bolonia (Italia),[10]
- Milán (Italia),[11]
- Roma (Italia),
- Turín (Italia).

## Álbumes
| Obra                                | Sello                                | Autor                                    |
| ----------------------------------- | ------------------------------------ | ---------------------------------------- |
| Para que olviden mi nombre          | (Redondel - 866)                     | Guillermo Zarba                          |
| Presagiado                          | (Redondel - 2016)                    | Guillermo Zarba                          |
| Sin permiso                         | (Redondel)                           | Guillermo Zarba                          |
| Sin permiso                         | videoclip (VHS)                      | Guillermo Zarba                          |
| Zarba, el entrerriano               | (Pretal - PRCD 101)                  | Guillermo Zarba                          |
| De amores, sombras y transparencias | (Polygram - 24.482)                  | Guillermo Zarba; invitado: Teresa Parodi |
| De aquí en más                      | (La Scala de San Telmo - LSST - 002) | Guillermo Zarba                          |
| Pianistas y creadores argentinos    | (Pretal - 2007)                      | Guillermo Zarba                          |
| Presagiado                          | (Pretal - 2005)                      | Guillermo Zarba                          |
| Apariciones                         | (Pretal - 2007)                      | Guillermo Zarba                          |
| Para que olviden mi nombre          | (Pretal - 2009)                      | Guillermo Zarba                          |
| Zarbeanas                           | (Pretal - 2009)                      | Diversos intérpretes                     |

Los más recientes trabajos de Zarba son Libaciones (suite) y Los tiempos del agua (poemas sinfónicos), orquestados por Maycown Reichembach, ambas interpretadas por orquestas sinfónicas que serán editados en formato DVD.